# Wait
Wait (englisch für: Warte) ist ein Lied der britischen Band The Beatles aus dem Jahr 1965. Geschrieben wurde es größtenteils von Paul McCartney, steht allerdings bei dem bei der Band üblichen Copyright Lennon/McCartney.

## Hintergrund
Wait wurde von Paul McCartney auf den Bahamas komponiert, wo gerade Filmaufnahmen für den zweiten Spielfilm der Beatles stattfanden und war ursprünglich für die Aufnahme zum Soundtrack gedacht. McCartney berichtete später, dass der ehemalige Kinderdarsteller Brandon De Wilde (u. a. zu sehen in Mein großer Freund Shane) ihn beim Komponieren des Liedes interessiert beobachtete.

## Aufnahme
Das Lied wurde am 17. Juni 1965 während der Sessions für das Album Help! in den Londoner Abbey Road Studios aufgenommen. Produziert wurde das Lied von George Martin, dem Norman Smith assistierte. Die Beatles nahmen in voller Besetzung vier Takes des Liedes auf. Allerdings blieb das Lied in dieser Version auf dem Album Help! unberücksichtigt und unveröffentlicht.
Mit den Aufnahmen für das Nachfolgealbum Rubber Soul waren die Beatles in Zeitverzug, da Rubber Soul noch rechtzeitig vor dem Weihnachtsgeschäft fertig werden musste. Daher griffen sie auf das unveröffentlichte Lied Wait zurück und nahmen am 11. November 1965 – dem letzten Aufnahmetag für Rubber Soul – weitere Instrumente im Overdub-Verfahren auf: E-Gitarre (mit einem Volume-Pedal), Tamburin und Perkussion. Letztlich wurde noch mehr Gesang aufgenommen.
Die Abmischungen des Liedes erfolgten am 15. November 1965 in Mono und in Stereo. 1986 erfolgte eine Neuabmischung durch George Martin für die Veröffentlichung auf CD.
Besetzung
- John Lennon: Rhythmusgitarre, Gesang
- Paul McCartney: Bass, Gesang
- George Harrison: Leadgitarre
- Ringo Starr: Schlagzeug, Tamburin, Maracas

## Veröffentlichung
Wait erschien am 3. Dezember 1965 auf Seite 2 des Albums Rubber Soul. Eine Single wurde nicht veröffentlicht. Coverversionen erschienen unter anderem von Frankie Vaughan und dem Ehepaar Sam Lakeman und Cara Dillon.